# Samaipata

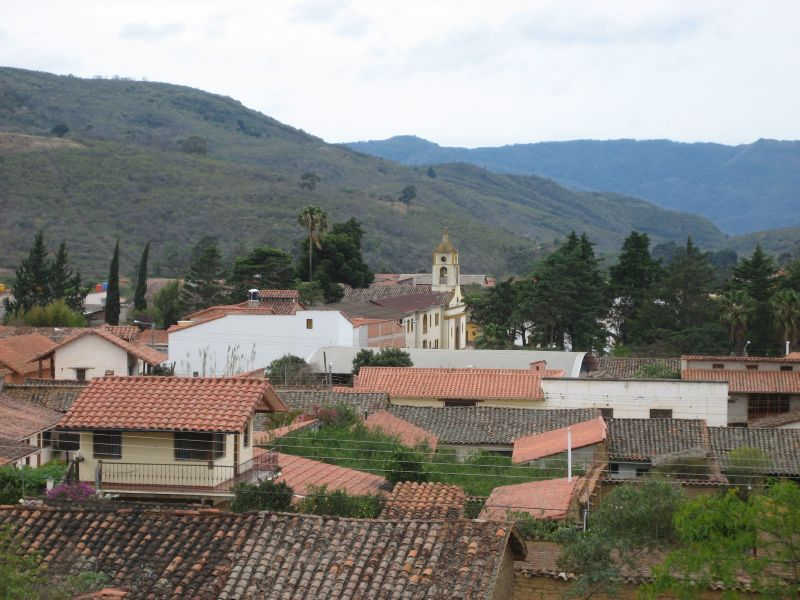
Samaipata

Samaipata är huvudstaden i den bolivianska provinsen Florida i departementet Santa Cruz.